# Sabine Wren
Sabine Wren a Star Wars: Lázadók animációs sorozat egyik főszereplője. Sabine 18 év körüli, mandalori lány, aki rózsaszín mandalori páncélzatot visel. Régebben a Birodalmi Akadémián tanult, de hamar rájött, hogy a Birodalom nem neki való hely. Korábbi éveiben volt fejvadász is, itt ismerkedett meg legjobb barátnőjével, Ketsuval. Ezután nem sokkal külön váltak, Sabine a Szellem hajó fedélzetére ment, Ketsu pedig ezután többek között a Fekete Nap bűnszervezetnek is dolgozott. 
A második évad hatodik részében kisebb összetűzésük után békével váltak el egymástól. Sabine művészlélek, imád festegetni és graffitizni, a Szellem hajót is ő pingálta ki, valamint egy TIE vadász kifestése is az ő nevéhez fűződik, továbbá a saját páncélzatát is ő festette át. Kanan Jarrus, Hera Syndulla, Garazeb Oreillos és Chopper mellett ő is a Szellem legénységének (Ezra Bridger érkezéséig legfiatalabb) oszlopos tagja. Jó lövész, a rohamosztagosok méltó ellenfele, akiket csak vödörfejűeknek hív. Harcművészetekben is jártas, valamint robbantásszakértő. Ezra Bridger egyértelműen érdeklődik a lány iránt.
A karakter az első évad összes epizódjában (így a felvezető filmben is) megjelenik. Eredeti hangja Tiya Sircar, magyar szinkronhangja Czető Zsanett.
A második évadban karakterén enyhe módosításokat eszközöltek, megváltozott a hajszíne (kékre), kidolgozottabb lett a karaktere.
Az évadok során derült ki családjának még két tagjának személyazonossága: anyja, a Wren klán vezetője és fivére is több epizódban szerepeltek. Sabine segített családjának a Szellem hajó legénységével felszabadítani Mandalórt a Galaktikus Birodalom rémuralma alól. 
Sabine Wren alkotásai közül többet Thrawn főadmirális megszerzett és ezek elemzésével többször is rátámadott a Lázadókra.
Sabine Wren a negyedik évad vége után, (amikor együtt felszabadították Lothalt) Ashoka Tanoval elindult Ezra Bridger barátját megkeresni.